# Quản trị công ty
Quản trị công ty cổ phần, gọi tắt là quản trị công ty, là một hệ thống các thiết chế, chính sách, luật lệ nhằm định hướng, vận hành và kiểm soát công ty cổ phần. Quản trị công ty cũng bao hàm mối quan hệ giữa nhiều bên, không chỉ trong nội bộ công ty cổ phần như các cổ đông, ban giám đốc điều hành, hội đồng quản trị mà còn những bên có lợi ích liên quan bên ngoài công ty: cơ quan quản lý Nhà nước, các đối tác kinh doanh và cả môi trường, cộng đồng, xã hội.
Cơ chế này được xây dựng và liên tục cải tiến chính vì nhu cầu bức bách đối với sức khỏe của công ty cổ phần và sự lành mạnh của xã hội nói chung.

## Một số định nghĩa
Quản trị công ty có nhiều định nghĩa do cách tiếp cận khác nhau cũng như do nó bao hàm nhiều hoạt động trong lĩnh vực kinh doanh. 
- "Quản trị công ty là một lĩnh vực kinh doanh học nghiên cứu cách thức khuyến khích quá trình quản trị kinh doanh hiệu quả trong các công ty cổ phần bằng việc sử dụng các cơ cấu động viên lợi ích, cấu trúc tổ chức và quy chế - quy tắc. Quản trị công ty thường giới hạn trong phạm vi câu hỏi về cải thiện hiệu suất tài chính, chẳng hạn, những cách thức nào mà người chủ sở hữu doanh nghiệp khuyến khích các giám đốc của họ sử dụng để đem lại hiệu suất đầu tư cao hơn".[1]
- "Quản trị công ty là cách thức mà các nhà cung cấp nguồn vốn cho doanh nghiệp, nhà đầu tư đảm bảo thu được lợi tức từ các khoản đầu tư của họ." [2]
- "Quản trị công ty là hệ thống được xây dựng để điều khiển và kiểm soát các doanh nghiệp. Cấu trúc quản trị công ty chỉ ra cách thức phân phối quyền và trách nhiệm trong số những thành phần khác nhau có liên quan tới công ty cổ phần như Hội đồng quản trị, Giám đốc, cổ đông, và những chủ thể khác có liên quan. Quản trị công ty cũng giải thích rõ quy tắc và thủ tục để ra các quyết định liên quan tới vận hành công ty. Bằng cách này, Quản trị công ty cũng đưa ra cấu trúc thông qua đó người ta thiết lập các mục tiêu công ty, và cả phương tiện để đạt được mục tiêu hay giám sát hiệu quả công việc."[3]
- "Quản trị công ty có thể được hiểu theo nghĩa hẹp là quan hệ của một doanh nghiệp với các cổ đông, hoặc theo nghĩa rộng là quan hệ của doanh nghiệp với xã hội..." (Financial Times, 1997).
- "Quản trị công ty nhắm tới mục tiêu thúc đẩy sự công bằng doanh nghiệp, tính minh bạch và năng lực chịu trách nhiệm".[4]
- "Quản trị công ty là chủ đề mặc dù được định nghĩa không rõ ràng nhưng có thể coi như đó là tập hợp các đối tượng, mục tiêu và thể chế để đảm bảo điều tốt đẹp cho cổ đông, nhân viên, khách hàng, chủ nợ và thúc đẩy danh tiếng, vị thế của nền kinh tế."[5]

## Những nội dung chủ yếu của quản trị công ty
- Thứ nhất, các thành viên Hội đồng Quản trị của công ty đều phải là những nhân vật độc lập để kiểm soát và kiềm chế quyền lực của Ban Giám đốc, đồng thời bảo vệ quyền lợi của các cổ đông.
- Thứ hai, sử dụng và tín nhiệm các kế toán viên, các công ty kiểm toán để lập và đệ trình báo cáo tài chính có tính xác thực nhằm giúp cổ đông có thông tin đầy đủ, xác thực khi đầu tư vào công ty.
- Thứ ba, luôn sử dụng các nhà phân tích tài chính để xem xét, phân tích các triển vọng kinh doanh và mức độ lành mạnh về tài chính của các công ty đang và sẽ phát hành chứng khoán ra công chúng nhằm cung cấp đầy đủ thông tin cho công chúng muốn đầu tư.

## Các quan hệ ảnh hưởng đến quản trị công ty
Các công ty đại chúng chịu nhiều ảnh hưởng bởi các yếu tố bên ngoài hơn các loại công ty khác. Dưới đây là những yếu tố mà lý thuyết quản trị công ty cho là quan trọng nhất tác động đến hoạt động của một công ty đại chúng.
| Từ khu vực tư nhân          | Luật/Người điều tiết từ khu vực công |
| --------------------------- | ------------------------------------ |
| Khách hàng                  | Thương mại                           |
| Đối thủ cạnh tranh          | Chống độc quyền                      |
| Người lao động              | Lao động/Cơ hội công bằng            |
| Nghiệp đoàn                 | Trọng tài Kinh tế,...                |
| Đối tác cung cấp            | Thương mại công bằng                 |
| Ngân hàng/Thể chế Tài chính | Tín dụng, Phá sản                    |
| Kiểm soát viên              | Doanh nghiệp                         |
| Luật Chứng khoán            | Cơ quan thuế                         |
| Thị trường cổ phiếu         | An toàn, Lành mạnh                   |
| Truyền thông đại chúng      | Môi trường                           |
| Các hiệp hội nghề nghiệp    | Chất lượng                           |
| Các hiệp hội thương mại     | Thành lập nghiệp đoàn                |
| Hội đồng quản trị, cố vấn   | Cộng đồng                            |

Tuy nhiên, về các yếu tố này còn có những quan điểm khác, xuất phát từ quan niệm về doanh nghiệp khác nhau. Adam Smith và các nhà đầu tư coi doanh nghiệp là một thực thể giành được nguồn lực từ các nhà đầu tư, người lao động và đối tác cung cấp để sản xuất ra hàng hóa, dịch vụ cho khách hàng. Những lý thuyết gia theo tư tưởng Marxism và một số người khác cho rằng doanh nghiệp chiếm dụng các nguồn lực của người lao động, đối tác cung cấp và luồng tiền của khách hàng nhằm phục vụ lợi ích của những người chủ sở hữu công ty. Nói một cách khác, theo quan điểm này thì doanh nghiệp coi trọng lợi ích của chủ sở hữu hơn lợi ích của người lao động, đối tác cung cấp và khách hàng. Tùy từng quan điểm mà các yếu tố hay những người có lợi ích liên quan có thể khác đi.

## Các mô hình quản trị công ty
- Mô hình tài chính giản đơn: Xây dựng trên quan điểm tài chính, mô hình quản trị công ty này chú trọng việc xây dựng các quy định và sự khuyến khích (chính là những hợp đồng, giao ước một cách rõ ràng hay tiềm ẩn) nhằm định hình một cách có hiệu quả hành vi của những người điều hành theo đúng mong muốn của các chủ sở hữu. Những quy định và sự khuyến khích đề cập đến ở đây phần nhiều là do công ty tự thiết lập chứ không phải hệ thống pháp lý, quản lý Nhà nước và điều tiết cũng như những yếu tố về văn hóa trong nền kinh tế và bản chất của chủ sở hữu. Tuy vậy, bản chất của chủ sở hữu đã làm nảy sinh những vấn đề khó khăn trong quản trị. Trong nhiều trường hợp, những nhà đầu tư là các định chế tài chính như quỹ tương hỗ, quỹ hưu trí...là cổ đông lớn của các công ty đại chúng. Thế nhưng những thể chế này chỉ lại đại diện cho các cổ đông thực sự của doanh nghiệp, những người đã góp tiền vào đó. Điều này dẫn đến tăng chi phí trung gian nếu muốn những người điều hành doanh nghiệp hành động vì lợi ích của các cổ đông thực sự. Đây là cái mà các lý thuyết gia gọi là Chủ nghĩa Tư bản Ủy thác hay Chủ nghĩa xã hội Quý hưu trí. Mặt khác, những người điều hành doanh nghiệp có xu hướng đặt lợi ích của họ lên trên lợi ích cổ đông vì thế cần có những hợp đồng ràng buộc để loại trừ điều này. Trên thực tế, việc đó là không khả thi vì không thể lường trước mọi tình huống sẽ phát sinh. Những nhà quản lý được tự do hành động trong một số tình huống sẽ ngăn cản quá trình tối đa hóa giá trị doanh nghiệp vì họ chiếm đoạt những giá trị đó cho bản thân mình. Các công ty đại chúng có cổ phần phân tán lại gặp phải vấn đề là những cổ đông nhỏ sẽ không bỏ thời gian, chi phí ra để giám sát những người điều hành do tình trạng kẻ đi xe không trả tiền. Hơn nữa cổ đông nhỏ thường thiếu quyền lực và những thông tin cần thiết để có thể phản ứng với tình trạng điều hành không thích hợp. Luật chống giao dịch nội gián trong nhiều tình huống cũng ngăn cản cổ đông có được các thông tin cần thiết để giám sát, điều chỉnh những người điều hành doanh nghiệp.
- Mô hình vai trò quản lý:
- Mô hình những người có lợi ích liên quan:
- Mô hình kinh tế chính trị:
- Các mô hình khác:

## Các cơ chế quản trị công ty tại Hoa Kỳ
Vụ Enron sụp đổ được xem là hậu quả của Quản trị doanh nghiệp yếu kém và lệch lạc, chính vì vậy, ngay sau đó, hàng loạt kiến nghị xuất phát từ vụ này và nhằm làm tăng sức mạnh của Quản trị doanh nghiệp đã được đệ trình lên Sở Giao dịch Chứng khoán New York - NYSE ngày 6 tháng 6 năm 2002, bao gồm:
1. Bắt buộc các công ty niêm yết phải có đa số thành viên HĐQT là độc lập.
2. Phải định nghĩa rõ hơn thế nào là một thành viên HĐQT "độc lập". Ví dụ, một thành viên độc lập không được có quan hệ vật chất với công ty. Một nhân viên cũ cho đến năm năm sau khi thôi việc mới được vào HĐQT công ty.
3. Trao thêm quyền cho các thành viên HĐQT độc lập này để họ thực hiện nhiệm vụ kiểm soát và kiềm chế Ban Giám đốc một cách hiệu quả hơn; yêu cầu họ có những phiên họp thường kỳ ở cấp điều hành không có ban giám đốc hiện diện; đồng thời, yêu cầu các thành viên HĐQT độc lập chỉ định và tiết lộ công khai danh tính của thành viên HĐQT sẽ chủ tọa các phiên họp này, nhằm tạo điều kiện cho một thành viên HĐQT độc lập làm đối trọng với quan chức điều hành cao nhất: Tổng giám đốc (CEO) của công ty.
4. Yêu cầu các công ty niêm yết phải có một ủy ban tiến cử/quản trị công ty gồm toàn thành viên HĐQT độc lập để xem xét việc bổ nhiệm những người mới vào HĐQT và định hình cơ chế quản trị của công ty. Tương tự, bộ phận phụ trách về lương và các khoản thù lao cho công ty cũng phải gồm toàn thành viên HĐQT độc lập.
5. Gia tăng quyền lực và trách nhiệm của Ban kiểm soát và công ty kiểm toán, kể cả giao cho họ quyền quyết định thuê mướn hay sa thải các kiểm toán viên độc lập, và phê duyệt bất kỳ quan hệ phi kiểm toán đáng kể nào với các kiểm toán viên độc lập.
6. Các công ty niêm yết phải công bố công khai và đầy đủ những nguyên tắc quản trị công ty của mình, bao gồm các tiêu chuẩn về năng lực, trách nhiệm, mức thù lao của thành viên HĐQT, v.v...
7. Yêu cầu các công ty niêm yết thực hiện cũng như công bố thông tin một bộ quy tắc về hành vi cũng như đạo đức kinh doanh áp dụng cho các thành viên HĐQT, các quan chức và nhân viên của công ty.